# جنوب شرقی ویتنام

موقعیت منطقه جنوب شرقی در ویتنام

جنوب شرقی ویتنام (انگلیسی: Southeast) یکی از مناطق کشور ویتنام است.
این منطقه که شامل ۵ استان و یک منطقه شهری می‌شود مساحت آن ۲۳٬۵۵۴٫۴ کیلومتر مربع و جمعیت آن در سال ۲۰۰۹ میلادی ۱۴٬۰۲۵٬۳۸۷ نفر بوده است.

## استان‌ها
| No. | استان/منطقه شهری       | مساحت (km²) | جمعیت (سرشماری ۲۰۰۹) | تراکم (person/km²) |
| --- | ---------------------- | ----------- | -------------------- | ------------------ |
| ۱   | هوشی‌مین                | ۲٬۰۹۵       | ۷٬۱۲۳٬۳۴۰            | ۳٬۴۰۱              |
| ۲   | استان با ریا-وونگ تائو | ۱٬۹۸۲٫۲     | ۹۹۴٬۸۳۷              | ۵۰۱٫۹              |
| ۳   | استان بین دونگ         | ۲٬۶۹۵٫۵     | ۱٬۴۸۲٬۶۳۶            | ۵۵۰                |
| ۴   | استان بین فوک          | ۶٬۸۵۷٫۳     | ۸۷۴٬۹۶۱              | ۱۲۷٬۶              |
| ۵   | استان دونگ نای         | ۵٬۸۹۴٫۸     | ۲٬۴۸۳٬۲۱۱            | ۴۲۱٬۲              |
| ۶   | استان تای نین          | ۴٬۰۲۹٫۶     | ۱٬۰۶۶٬۴۰۲            | ۲۶۴٬۶              |